# Civilization VI
Civilization VI – gra komputerowa (strategia turowa) z serii Civilization, której premiera miała miejsce 21 października 2016 r.
Podobnie jak w poprzednich częściach serii, celem gracza jest rozwój cywilizacji i osiągnięcie zwycięstwa na jednej z kilku dróg.
Za produkcję gry odpowiedzialny był ten sam zespół, który stworzył poprzednią część serii Civilization V. Część pomysłów (np. mechanika rozgrywki) zawartych w tych rozszerzeniach, znalazła się również w nowej odsłonie serii. Ulepszono też poziom sztucznej inteligencji komputerowych przeciwników, zmieniono system rozwoju technologicznego i rozbudowy miasta.

## Rozgrywka

### Miasta
Jedną z głównych zmian w sposobie gry - w porównaniu do wcześniejszych gier z serii - jest rozbudowa miast. Civilization VI wprowadza system dzielnic - wyspecjalizowanych pól poza centrum miasta, gdzie możliwe jest tworzenie budowli, związanych z konkretnym aspektem gry. Każda z dzielnic (wojskowa, naukowa, świątynna, kulturalna itd.) ma swoje wymagania dotyczące sąsiedztwa z centrum miasta, innymi dzielnicami lub określonymi typami terenu.
Cuda świata (np. piramidy lub Big Ben) są również budowane poza centrum miasta. Wymusza to na graczu większą dbałość o planowanie położenia każdego z miast.

### Świat
Rozgrywka toczy się na mapie, której parametry gracz może określić przed rozpoczęciem gry.
Świat składa się - podobnie jak w Civilization V - z heksagonalnych pól. Każdemu z pól odpowiada konkretny rodzaj terenu (np. tundra lub równina zalewowa), który wpływa na szybkość lub sposób walki jednostek gracza znajdujących się na tym polu.
Na niektórych polach znajdują się zasoby (strategiczne, dodatkowe lub luksusowe). Wpływają one na produkcję żywności i innych zasobów lub udogodnienia miasta, do którego należy określone pole.
Na mapie generowane są także cuda natury (np. Jezioro kraterowe lub Matterhorn). Przynoszą one szczególne korzyści miastom, w pobliżu których się znajdują lub jednostkom znajdującym się w ich sąsiedztwie.

### Walka
Walka toczy się pomiędzy oddziałami wojskowymi, gdzie można wyróżnić jednostki: (walczące w zwarciu, dystansowe, kawalerii, oblężnicze, rozpoznania) – lądowe, wodne lub powietrzne. Każda z jednostek posiada określoną liczbę punktów życia i punktów doświadczenia. Punkty doświadczenia, zdobywane w walce, pozwalają jednostkom na awans, który przyznaje im dodatkowe umiejętności (np. premię do ataku lub możliwość ignorowania strefy kontroli wroga).
W przeciwieństwie do Civilization V grupowanie ze sobą kilku jednostek tego samego rodzaju na jednym polu jest możliwe dopiero po odkryciu odpowiednich idei. Od początku gry można grupować jednostki wojskowe z jednostkami wsparcia (np. katapulty i balonu obserwacyjnego) lub jednostki wojskowe z jednostkami cywilizacyjnymi (np. wojownika i budowniczego).
Walkę mogą toczyć ze sobą jednostki wojskowe dwóch cywilizacji, cywilizacji i państwa-miasta lub cywilizacji i barbarzyńców.
Walka między cywilizacjami lub między cywilizacją a państwem-miastem musi być poprzedzona wypowiedzeniem wojny.

### Nauka i technologia
W toku gry, gracz otrzymuje punkty nauki, dzięki którym uzyskuje dostęp do nowych technologii. Punkty nauki mogą być zdobywane dzięki określonym dzielnicom, budowlom, cudom świata, a także dzięki szlakom handlowym i współpracy z państwami-miastami.
Technologie pozwalają na tworzenie: nowych jednostek, dzielnic, budowli w dzielnicach, ulepszeń pól lub cudów świata.
Przyspieszenie prac nad technologią (zmniejszenie liczby tur, jakie muszą upłynąć przed jej odkryciem) jest możliwe, gdy gracz uzyska eurekę, która może zostać wywołana przez: 
- spełnienie wcześniej określonego warunku (np. przyspieszenie prac nad żeglarstwem ma miejsce, gdy gracz założy miasto nad brzegiem morza, a przyspieszenie jazdy konnej - gdy zbuduje pastwisko na zasobie koni),
- zdobycie wielkiego naukowca, którego umiejętność pozwala na zużycie jego punktu potencjału do wywołania eureki.
- wykorzystanie w tym celu szpiega (wykona operację kradzieży technologii)[13].
- skorzystanie z umiejętności danej cywilizacji (np. cywilizacja Chin otrzymuje eurekę za każdym razem jak zbuduje cud świata)

Przyspieszenie zdobywania nowych technologii może również mieć miejsce, gdy gracz wykorzysta punkt potencjału wielkiego człowieka, którego umiejętność pozwala na zdobycie określonej liczby punktów nauki (wielkość bonusu zazwyczaj uzależniona jest od prędkości rozgrywki wybranej przez gracza).
Postęp gracza, dostępne technologie i eureki są dostępne w drzewku technologicznym.

### Kultura i idee
Podczas rozgrywki gracz otrzymuje punkty kultury, dzięki którym uzyskuje dostęp do nowych idei. Punkty kultury mogą być zdobywane dzięki określonym dzielnicom, budowlom, cudom świata, a także dzięki szlakom handlowym i współpracy z państwami-miastami.
Idee pozwalają na tworzenie nowych jednostek, dzielnic, budowli w dzielnicach, ulepszeń pól lub cudów świata.
Przyspieszenie prac nad ideą, podobnie jak w przypadku nauki, jest możliwe, gdy gracz uzyska tzw. inspirację (np. przyspieszenie prac nad handlem zagranicznym ma miejsce, gdy gracz odkryje drugi kontynent, a przyspieszenie teologii, gdy założy własną religię).
Postęp gracza, dostępne idee i inspiracje są dostępne w drzewie idei.

### Turystyka
W toku gry, gracz otrzymuje punkty za turystykę. Ich źródłem są cuda świata, cuda naturalne, wielkie dzieła, święte miasta (te, w których została założona religia) i niektóre ulepszenia.
Wielkie dzieła muszą być umieszczane w budowlach lub cudach świata, posiadających na nie odpowiednie miejsca.

### Ekonomia
W toku gry, gracz otrzymuje złoto, z pomocą którego może kupować budynki i jednostki.
Złoto może być zdobywane dzięki tworzeniu określonych dzielnic, budynków lub cudów świata, przyjmowaniu określonych polityk w ramach ustroju, niszczeniu obozów barbarzyńców, szlakom handlowym, porozumieniom z innymi cywilizacjami lub państwami-miastami, a także dzięki najazdom na inne cywilizacje lub państwa-miasta.
Głównym celem dla którego gracz wykorzystuje zdobywane złoto jest utrzymywanie budynków i jednostek.
Złoto może być również wykorzystywane do dokonywania natychmiastowych zakupów: niektórych jednostek, budowli dzielnicy, wielkich ludzi. Jednostki zakupione za złoto pozostają nieaktywne do czasu rozpoczęcia następnej tury. 

### Wiara i religia
W toku gry gracz otrzymuje punkty wiary. Punkty wiary mogą być zdobywane dzięki określonym cechom terenu, dzielnicom, budowlom, cudom świata, a także dzięki szlakom handlowym i współpracy z państwami-miastami.
Zebranie odpowiedniej liczby punktów wiary w początkowej fazie gry umożliwia stworzenie panteonu, który przynosi cywilizacji określone, wybrane przez gracza korzyści (np. generowanie punktów wiary lub szybszy rozwój miast). Punkty wiary umożliwiają ponadto kupno określonych jednostek, budowli lub wielkich ludzi.
Założenie religii wymaga posiadania panteonu oraz zdobycie wielkiego proroka. Liczba wielkich proroków jest ograniczona, co oznacza, że nie wszystkie cywilizacje będą miały możliwość założenia religii.
Religia przynosi graczowi dodatkowe korzyści, które są określane poprzez wybranie dostępnego systemu wierzeń. Nawracanie miast własnej cywilizacji, państw-miast i miast innych cywilizacji wymaga użycia jednostek religijnych (misjonarzy, apostołów, guru i inkwizytorów). Jednostki te kupowane są za punkty wiary.

### Dyplomacja
Odkrywanie przez gracza innych obecnych w grze cywilizacji daje możliwość utrzymywania z nimi określonych stosunków. Stosunki te zależą od działań gracza, ale także od nastawienia obcych cywilizacji.
Zmianę stosunków na lepsze może wywołać m.in. przekazywanie darów, zawieranie umów handlowych, wysyłanie delegacji, zakładanie ambasad. Zmianę stosunków na gorsze może wywołać m.in. współpraca z wrogimi cywilizacjami, wysyłanie szpiegów, nawracanie miast na własną religię.
Od epoki renesansu gracz ma możliwość tworzenia jednostek szpiegów. Mogą być wysyłane do własnych miast (w celu ochrony przed szpiegami wrogów) lub do miast innych cywilizacji dla podejmowania działań ofensywnych (kradzież złota, dzieł sztuki, wykradanie przyspieszeń technologii itd.).

### Ustroje
Ustrój wpływa na sposób rozgrywki dzięki systemowi polityk. Każdy z ustrojów daje możliwość wprowadzenia doktryn (wojskowych, gospodarczych, dyplomatycznych lub tzw. dzikich kart), przynoszących graczowi określone korzyści. Dostęp do doktryn uzyskuje się dzięki odkrywaniu idei, wznoszeniu określonych budowli lub cudów świata.
Każdy z graczy zaczyna od systemu wodzowskiego, który daje możliwość użycia jednej doktryny wojskowej i jednej doktryny ekonomicznej. Dostęp do nowych ustrojów (autokracja, monarchia, teokracja, demokracja itd.) uzyskuje się dzięki odkrywaniu określonych idei. Każdy z ustrojów ma określoną liczbę doktryn określonego rodzaju, jakie można jednocześnie posiadać. Ponadto każdy z ustrojów daje graczowi unikalne korzyści (np. teokracja pozwala kupować lądowe jednostki wojskowe za punkty wiary).

### Miasta-państwa
Podobnie jak w Civilization V, w grze dostępne są - oprócz cywilizacji - miasta-państwa. Nie są w stanie odnieść żadnego zwycięstwa, ale mogą przyczynić się do zwycięstwa innego z graczy.
Każde z miast-państw daje graczowi unikalne korzyści. Aby uzyskać do nich dostęp, należy wysłać do miasta-państwa określoną liczbę emisariuszy (emisariuszy zdobywa się dzięki przyjmowaniu określonych polityk w ramach ustroju, wznoszeniu określonych budowli lub cudów świata). Gracz, który posiada najwięcej emisariuszy w danym mieście-państwie, staje się jego suzerenem i tym samym zyskuje dostęp do korzyści, jakie oferuje miasto. Może także korzystać z jego jednostek wojskowych przez określony czas.

### Wielcy ludzie
Dzięki tworzeniu określonych dzielnic, budowli, cudów świata lub wydawaniu punktów wiary, lub złota, gracz może uzyskać dostęp do wielkich ludzi - specjalnych jednostek, przynoszących znaczne korzyści cywilizacjom, które korzystają z ich usług.

### Zwycięstwo w grze
Gra kończy się, gdy jedna z cywilizacji osiągnie warunki jednego z rodzajów zwycięstw.

## Cywilizacje i przywódcy

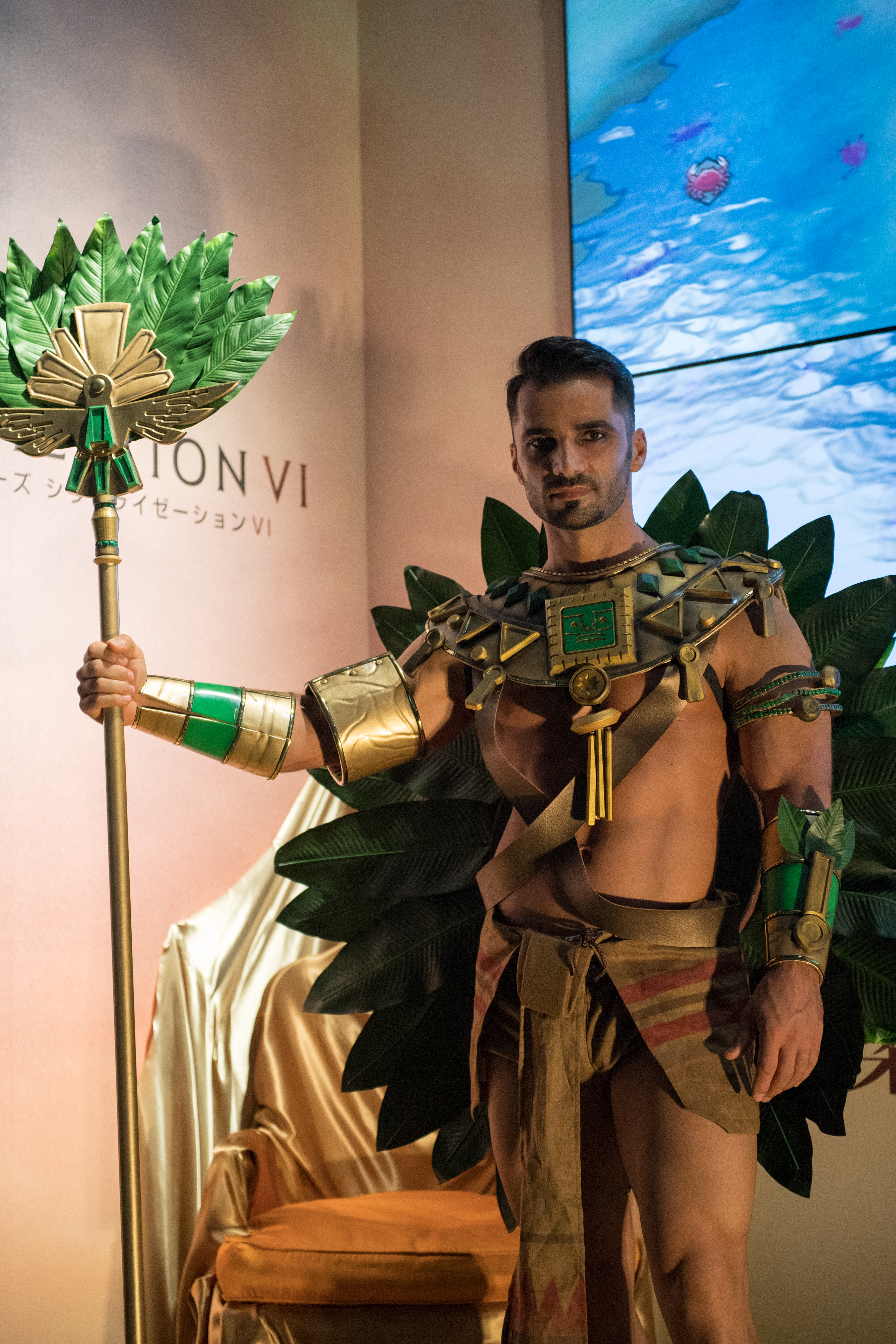
Cosplay Montezumy, przywódcy dostępnej w grze cywilizacji Azteków z Tokyo Game Show 2016.

Na początku rozgrywki gracz wybiera cywilizację i jej przywódcę, którym będzie się posługiwał. Każda z cywilizacji ma swoje unikalne cechy (np. Rosja otrzymuje dodatkowe terytorium przy zakładaniu miast), a także unikalne jednostki (np. hoplici Grecji) i dzielnice lub budowle (np. Egipt może wznosić sfinksy).
W podstawowej wersji Civilization VI dostępnych jest 19 cywilizacji.

## Dodatki do gry

### DLC
Między grudniem 2016 r. a październikiem 2017 r. opublikowano 6 DLC, które umożliwiają dodanie do gry nowych cywilizacji i przywódców (między innymi Polski władanej przez Jadwigę), a także cudów świata i innych elementów rozgrywki.

### Rise and Fall
8 lutego 2018 r. miała miejsce premiera dodatku Rise and Fall. Przyniósł on dodatkowe cywilizacje i ich przywódców, a także zmiany w mechanizmie gry (w tym związane z lojalnością miast w ramach tworzonego przez gracza imperium).

### Gathering Storm
14 lutego 2019 r. miała miejsce premiera dodatku Gathering Storm. Podobnie jak Rise and Fall, przyniósł dodatkowe cywilizacje i ich przywódców, a także zmiany w mechanizmie gry (przede wszystkim związane ze zmianami klimatycznymi).

### New Frontier
Między majem 2020 r. a marcem 2021 r. opublikowano przepustkę sezonową New Frontier, która dodała dziewięciu nowych przywódców, osiem nowych cywilizacji i nowe sposoby rozgrywki.

### Leader Pass
W listopadzie 2022 r. ogłoszono, że między listopadem 2022 r. a marcem 2023 r. opublikowana będzie przepustka sezonowa Leader Pass, przynosząca 12 nowych przywódców oraz 6 wariantów już istniejących postaci.

## Odbiór gry
Gra została przyjęta bardzo pozytywnie. Na portalu IGN otrzymała 9,5/10, a na Gry-Online 7,5/10. W serwisie Metacritic Rise and Fall posiada ocenę 87% na podstawie 28 recenzji.
W trakcie ceremonii The Game Awards w 2016 r. otrzymała nagrodę dla najlepszej gry strategicznej.

## Platformy sprzętowe
Gra jest dostępna na platformach:
- Microsoft Windows[42],
- macOS[43],
- Linux[44],
- iOS[45],
- Nintendo Switch[46],
- PlayStation 4[47],
- Xbox One[48],
- Android[49].